# دهه ۱۳۱۰ (میلادی)
دهه ۱۳۱۰ (میلادی) صد و سی و یکمین دهه تقویم میلادی است.

## درگذشتگان
‎